# Tamarro
Tamarro byl rod malého dravého dinosaura z čeledi Troodontidae, žijícího na úplném konci křídové periody (asi před 67,6 až 66,0 miliony let) na území dnešního Španělska.

## Objev
Jedinou objevenou fosilií z tohoto teropoda je izolovaná levá metatarzální kůstka (malá kost z nártní části nohy), objevená v sedimentech nejpozdnější křídy (geologický věk maastricht), takže byla uložena v posledních asi 200 000 letech křídy. Fosilie s katalogovým označením MCD-7073 byla objevena v roce 2003 na lokalitě Sant Romà d'Abella site (geologické souvrství Tremp). Tým vědců fosilii detailně prozkoumal a na základě jejích tvarových odlišností od ostatních odpovídajících kostí troodontidů stanovili nový rod a druh – Tamarro insperatus. Rodové jméno je osdvozeno od mytické postavy z oblasti Pallars, druhové znamená doslova "nečekaný". Tento druh byl formálně popsán v březnu roku 2021.
Ze stejného souvrství byl v roce 2023 formálně popsán také ornitopodní dinosaurus druhu Calvarius rapidus.

## Význam a zařazení
Výzkum ukázal, že tento dinosaurus extrémně rychle rostl. Paleontologové se domnívají, že byl potomkem předků, kteří v období geologického věku kampán (před 84 až 72 miliony let) migrovali do Evropy z Asie. Tamarro je tak prvním známým zástupcem podčeledi Jinfengopteryginae na území Evropy. Nejbližšími příbuznými tohoto troodontida jsou podle provedené fylofgenetické analýzy rody Jinfengopteryx, Liaoningvenator a Philovenator.